# 기발이끼과
기발이끼과(旗-, Geocalycaceae)는 망울이끼목에 속하는 우산이끼류과의 하나이다. 기발이끼 (Geocalyx lancistipulus) 등을 포함하고 있다.

## 하위 속
- Geocalyx - 기발이끼 (Geocalyx lancistipulus) Hatt. 포함.
- Harpanthus
- Notoscyphus
- Saccogyna
- Saccogynidium